# Хавенар, Майк
Майк Хавенар (яп. ハーフナー・マイク Ха:фуна: Маику, нидерл. Mike Havenaar; род. 20 мая 1987[…], Хиросима) — японский футболист, нападающий. Выступал за сборную Японии.

## Клубная карьера
Майк попал в систему команды «Иокогама Ф. Маринос» в 2003 году. 15 апреля 2006 года он дебютировал за неё в матче против клуба «Гамба Осака». За двадцать шесть матчей, которые Майк провёл в составе «Иокогама Ф. Маринос», ему так ни разу и не удалось забить гол. Однако в арендах он проявил себя удачливее, забив в общей сложности двадцать два гола. В 2010 году Майк окончательно покинул «Иокогама Ф. Маринос» и перешёл в «Ванфоре Кофу», в составе которого начал отличаться удивительной результативностью и заслужил приглашение в нидерландский «Витесс».
В июле 2014 года стал игроком испанского клуба «Кордова».

## Карьера в сборной
Майк имеет опыт выступлений за юношеские и молодёжную сборные Японии. 2 сентября 2011 года он дебютировал за национальную сборную Японии в матче против сборной КНДР. Свои первые голы за сборную Майк забил 11 октября 2011 года в игре против сборной Таджикистана.

## Личная жизнь
Родители Майка — голландцы, иммигрировавшие в Японию в 1986 году. Его отец Дидо — также профессиональный футболист — в тот год перешёл в японский клуб «Мазда», базировавшийся в городе Хиросима (сегодня он называется «Санфречче Хиросима»), а мать была чемпионкой Голландии по семиборью. Также у Майка есть младший брат Никки, выступающий на позиции защитника за швейцарский клуб «Виль». В 1994 году Хавенар и его семья стали гражданами Японии.
Майк — трилингв: он с детства свободно владеет японским, голландским и английским языками (последний он изучал в Международной школе Йокогамы). В 2011 году футболист женился на японке. В этом же году 5 августа у пары родилась дочь.

## Достижения
- Лучший бомбардир Джей-лиги 2: 2010
- Член Команды года Джей-лиги: 2011